# International Tennis Federation
De Internationale Tennisfederatie (Engels: International Tennis Federation), ook wel bekend onder de afkorting ITF, is de wereldwijde koepelorganisatie voor tennis, waarin 203 nationale tennisbonden zijn verenigd. De ITF organiseert onder andere de Davis Cup, Billie Jean King Cup en heeft zitting in de organisatiecommissies van de grandslamtoernooien en het Olympische en Paralympische toernooi. Ze bepaalt de 'Rules of Tennis', die wereldwijd in tennis worden toegepast.
De koepel werd op 1 maart 1913 in Parijs opgericht als de International Lawn Tennis Federation door twaalf nationale bonden, te weten Australazië (de gezamenlijke bond van Australië en Nieuw-Zeeland), België, Denemarken, Duitsland, Frankrijk, Nederland, Oostenrijk, Rusland, Spanje, Verenigd Koninkrijk, Zuid-Afrika, Zweden en Zwitserland. De eerste president was dr. H. O. Behrens.
Vertraagd door de Eerste Wereldoorlog kon de organisatie pas in 1923 spijkers met koppen slaan. Haar 'Rules of Tennis' werden aangenomen, de Amerikaanse bond sloot zich aan en de basis werd gelegd voor vier grote toernooien in Engeland, Frankrijk, Amerika en Australië - de huidige grandslamtoernooien. Tijdens de Tweede Wereldoorlog week de organisatie uit naar Londen en heeft daar sindsdien haar hoofdkantoor.
In 1977 werd lawn uit de naam geschrapt. Daarmee kwam men tegemoet aan het al jaren bestaande gebruik van andere ondergronden dan een gazon voor het professionele tennis, meer bepaald gemalen baksteen (ook terre battue, gravel of clay genaamd) in de meeste Europese landen. Sindsdien heet de organisatie International Tennis Federation.